# Радиа. Футуристический манифест
«Радиа. Футуристический манифест» (итал. La Radia. Manifesto futurista) — манифест итальянских футуристов, созданный и опубликованный в 1933 году. Его авторами стали основоположник движения Филиппо Томмазо Маринетти и поэт, драматург Пино Масната. В нём обосновывалось самостоятельность нового радиоискусства, которое должно порвать с предыдущими традициями (театр, кино, книги).

## История

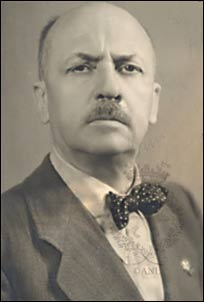
Маринетти в 1930-е годы

За время активной деятельности футуристов ими были обнародованы десятки манифестов, посвящённые различным вопросам культуры и общества. В сферу интересов представителей течения входили различные формы искусства, в частности театр и кино. Об этом свидетельствуют соответствующие манифесты: «Футуристический синтетический театр», «Театр-варьете». На основе этих опытов они решили обратиться к кино, в связи с чем появился «Футуристический кинематограф» (1916). Некоторые принципы новой медиаэстетики нашли отражение в программном документе «Радиа. Футуристический манифест» (La Radia. Manifesto futurista). Его авторами стали основоположник, идеолог и лидер движения Филиппо Томмазо Маринетти и поэт, драматург, либреттист радиопостановок оперы Тит Тит Ninna Nanna (1931) Пино Масната (Pino Masnata). Манифест был впервые опубликован 23 сентября 1933 года в Турине на страницах газеты «Народный вестник» (Gazzetta del Popolo). Следующей публикацией стало появление «Радиа» 1 октября 1933 года в журнале «Футуризм» (Futurismo). 

## Содержание
В тексте манифеста отсутствуют знаки препинания, за исключением цитаты американского инженера-электрика, пионера радиовещания Альфреда Нортона Голдсмита (Alfred Norton Goldsmith). Она посвящёна положительному отзыву об «электрическом театре» Маринетти. Также упоминаются несколько деятелей европейского искусства, работавшие в начале 1930-х годов в области авангардистких радиопостановок (Поль Ребу, Тристан Бернар, Фридрих Вольф и др.). Термин «Радиа», вынесенный в заголовок, представляет собой неологизм футуристов и характеризуется в манифесте следующим образом: «РАДИА имя которым мы футуристы называем большие проявления радио СЕГОДНЯ ЕЩЁ а) реалистична б) ограничена сценой в) одурманена музыкой которая вместо оригинального и разнообразного развития добилась отталкивающей тёмной и слабой монотонности г) слишком робкая имитация писателями авангарда футуристического синтетического театра и слов на свободе».
В манифесте указывалось, что новое радиоискусство не должно подражать театру, кинематографу и книгам. Разрыв с этими устаревшими традициями должен привести к отказу от места действия, сцены (в театре и кино), время и единства действия, театрального персонажа, консервативной публики. 
По мнению российской исследовательницы футуризма Екатерины Лазаревой, движение футуристов открыло «пространство для интереснейших экспериментов в новых видах искусства, предугадав векторы художественных поисков на полвека вперёд».